# Late Night Tales: Jamiroquai
Late Night Tales: Jamiroquai est un album sorti le 10 novembre 2003 et faisant partie de la série de compilations Late Night Tales. Les titres de cet album ont été sélectionnés par Jason Kay, chanteur du groupe Jamiroquai.
Grâce au succès de cette compilation, une réédition a été faite chez Azuli Records (en) en octobre 2010.

## Liste des chansons
1. Happiness - The Pointer Sisters - 3.53
2. Girl I Think The World About You - Commodores - 4.27
3. Once You Get Started - Rufus & Chaka Khan - 4.11
4. Fantasy - Johnny « Hammond » Smith - 4.30
5. Whisper Zone - Ramsey Lewis - 2.57
6. What's Your Name? - Leon Ware - 3.57
7. Stay Free - Ashford & Simpson - 4.51
8. Tonight's The Night - Kleeer - 4.43
9. I'll Never Forget - Dexter Wansel (en) - 4.19
10. Pretty Baby - Sister Sledge - 3.55
11. California Dreamin' - José Feliciano - 4.09
12. Here's To You - Skyy - 4.12
13. Life On Mars - Dexter Wansel (en) - 5.26
14. Raining Through My Sunshine - The Real Thing - 3.37
15. Theme From Enter The Dragon - Lalo Schifrin - 2.19
16. Here, My Dear - Marvin Gaye - 2.49
17. Music of The Earth - Patrice Rushen - 4.00
18. The White City Part 3 - écrit par Patrick Neate, lu par Brian Blessed - 9.31